# Daphne Maxwell Reid

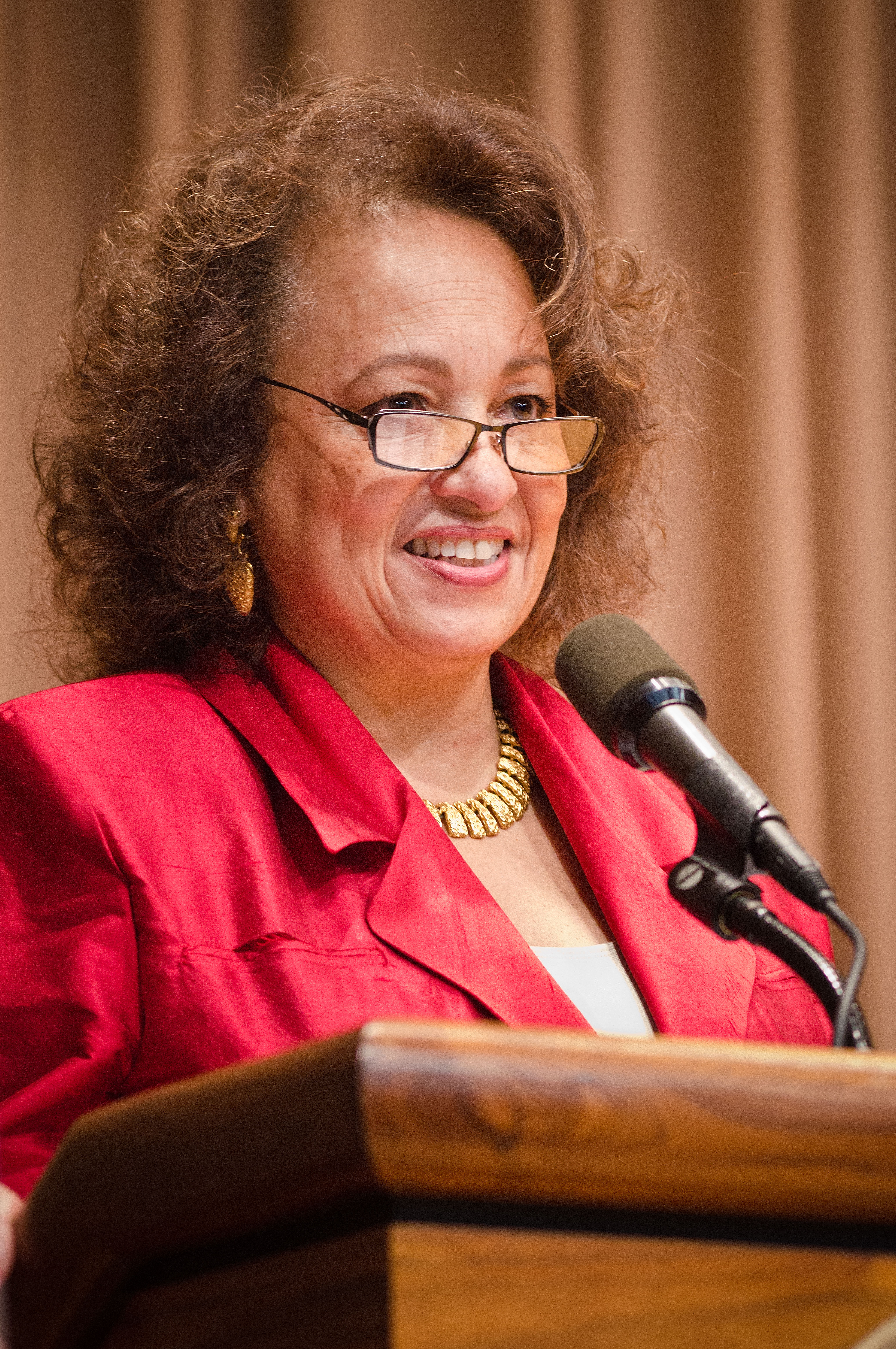
Daphne Maxwell Reid im Jahr 2012

Daphne Etta Maxwell Reid (* 13. Juli 1948 in New York City) ist eine US-amerikanische Schauspielerin. In Deutschland ist sie vor allem für ihre Rolle der Vivian Banks als Ersatz für Janet Hubert in Staffel 4 bis 6 der Sitcom Der Prinz von Bel-Air bekannt.

## Leben
Maxwell Reid ist mit dem Schauspieler, Regisseur, Filmproduzent und Drehbuchautor Tim Reid verheiratet. Sie ist seit Ende der 1970er Jahre als Schauspielerin für Film und Fernsehen tätig. Ihr Schaffen umfasst mehr als 40 Produktionen. Zwei Mal wurde sie für den Image Award nominiert.

## Filmografie (Auswahl)
- 1983–1987: Simon & Simon (Fernsehserie, 16 Folgen)
- 1984: Protocol – Alles tanzt nach meiner Pfeife (Protocol)
- 1985: Das A-Team (The A-Team, Fernsehserie, 1 Folge)
- 1987–1988: Frank’s Place (Fernsehserie, 19 Folgen)
- 1993–1996: Der Prinz von Bel-Air (The Fresh Prince of Bel-Air, Fernsehserie, 56 Folgen)
- 2000: Die Bowling Gang (Alley Cats Strike!)
- 2019: Harriet – Der Weg in die Freiheit (Harriet)
- 2018–2019: Jacqueline and Jilly (Fernsehserie, 6 Folgen)
- seit 2022: Bel-Air (Fernsehserie)